# Dušan Simović
Dušan Simović, en serbe cyrillique Душан Симовић (né à Kragujevac le 28 octobre 1882 - mort à Belgrade le 26 août 1962), était un militaire serbe. Il fut général dans l'armée du royaume de Yougoslavie.

## Biographie
Le 27 mars 1941, avec d'autres officiers membres de l'État-major de l'Armée royale yougoslave, Dušan Simović fomenta un coup d'État, qui força le prince Paul, régent du royaume de Yougoslavie, à quitter le pouvoir et qui installa sur le trône le roi Pierre II avant sa majorité. Dirigée par Simović, l'opération fut organisée et réalisée par le général Borivoje Mirković,. Les motivations de Simović étaient sans doute d'abord nationalistes car, le 25 mars 1941, sous la pression d’Adolf Hitler, le président du Conseil Dragiša Cvetković et son ministre des Affaires étrangères venaient de signer à Vienne l’adhésion de la Yougoslavie au Pacte tripartite, rangeant ainsi le pays au côté des puissances de l’Axe. Par cet accord, le prince Paul, régent du royaume, avait espéré tenir le royaume à l’écart de la Seconde Guerre mondiale. Cette signature avait provoqué de nombreuses manifestations de rue à Belgrade. Il s'agissait aussi de s'opposer à l'accord passé entre Dragiša Cvetković et le chef politique croate Vladko Maček ; cet accord Cvetković-Maček, signé le 26 août 1939, prévoyait la création d'une "Banovina de Croatie" reconnaissant l'existence de la Croatie au sein de la Yougoslavie alors que la Serbie n'y était pas reconnue comme telle.
Simović forma alors un gouvernement d'union nationale. Il tenta de se prémunir contre les représailles allemandes en annonçant que la Yougoslavie continuerait d'adhérer au pacte tripartite. La réaction d'Adolf Hitler ne se fit cependant pas attendre : le 6 avril 1941, Belgrade fut bombardée par la Luftwaffe. Alors que le pays était envahi, Simović et le roi furent évacués par les Britanniques. Simović resta premier ministre du gouvernement yougoslave en exil jusqu'en janvier 1942.